# Die wundertätigen Könige
Die wundertätigen Könige (im französischen Original Les Rois thaumaturges) ist ein Werk des französischen Historikers Marc Bloch aus dem Jahr 1924, das sich mit den wundersamen Heilkräften (Thaumaturgie) beschäftigt, die insbesondere mittelalterlichen Königen zugeschrieben wurde. Konkret thematisiert Bloch darin vor allem die fast 800 Jahre lang währende Vorstellung, die Könige Frankreichs und Englands könnten Hautgeschwülste (historisch als Skrofulose bezeichnet) durch Berührung (Handauflegen) heilen.

## Inhalt
In einem weitgespannten Überblick von der Antike bis zum 19. Jahrhundert untersucht Bloch die mentalen und gesellschaftlichen Voraussetzungen, historischen Hintergründe und unterschiedlichen Ausprägungen des Glaubens an die Heilkraft der Könige und erschließt ihre historische und politische Bedeutung. Fast 800 Jahre lang brüsteten sich verschiedene Herrschende damit, diese Heilkraft zu besitzen.
Bloch fragt letztlich nicht, wie die Heilung möglich war, sondern vielmehr, warum die Menschen so standhaft jahrhundertelang an das vermeintliche Wunder glauben konnten und welche Hintergründe und Auswirkungen diese kollektiven Vorstellungen in ihrer Zeit hatten.

## Hintergrund
Als Professor an der Universität Straßburg veröffentlichte Bloch im Jahr 1924 dieses Buch zu einem Thema, das bis dahin kaum behandelt wurde. Dass ausgerechnet der selbsternannte „stolze Republikaner“ Bloch ein Buch über die Monarchie schrieb, verwunderte die Kollegen.
Das Buch ist ein bedeutender Klassiker sowohl der Mittelalterforschung als auch der historischen Anthropologie.
Der vollständige Titel lautet Les Rois thaumaturges. Étude sur le caractère surnaturel attribué à la puissance royale particulièrement en France et en Angleterre („Die wundertätigen Könige. Studie über den übernatürlichen Charakter, der der königlichen Macht insbesondere in Frankreich und England zugeschrieben wurde“).

## Ausgaben
- Marc Bloch: Les Rois thaumaturges. Étude sur le caractère surnaturel attribué à la puissance royale particulièrement en France et en Angleterre (= Publications de la Faculté des Lettres de l'Université de Strasbourg. Band 19). Librairie Istra, Paris/Straßburg 1924.
- Marc Bloch: Die wundertätigen Könige. C. H. Beck, München 1998, ISBN 3-406-44053-3 (erste deutsche Übersetzung; Besprechung).